# Daniel Amigo
Daniel Amigo (ur. 13 września 1995 w El Paso) – amerykański koszykarz, posiadający także argentyńskie i meksykańskie obywatelstwo, występujący na pozycji środkowego, reprezentant Meksyku, obecnie występuje w Twardych Piernikach Toruń.

## Osiągnięcia
Stan na 1 marca 2022, na podstawie, o ile nie zaznaczono inaczej.

### NCAA
- Zaliczony do II składu All-Summit League (2017, 2018)
- Zawodnik tygodnia Summit League (17.01.2017)

### Drużynowe
- Mistrz Meksyku (2020)
- 3. miejsce w Pucharze Węgier (2019)

### Reprezentacja
Meksyk
- Uczestnik kwalifikacji:
  - olimpijskich (2021 – 4. miejsce)
  - amerykańskich do mistrzostw świata (2021)
  - do mistrzostw Ameryki (2020)

Argentyna
- Uczestnik uniwersjady (2019 – 7. miejsce)